# Harald Schønfeldt
Harald Schønfeldt (20 aprile 1896 – 23 ottobre 1950) è stato un calciatore norvegese, di ruolo attaccante.

## Carriera

### Club
Schønfeldt vestì la maglia del Mercantile.

### Nazionale
Disputò una partita per la Norvegia. Il 12 giugno 1919, infatti, subentrò a Kaare Engebretsen nella sconfitta per 5-1 contro la Danimarca.